# ZWO
ZWO – czwarty studyjny album zespołu Mech wydany w 2012 roku nakładem wytwórni Metal Mind. Utrzymany jest w stylistyce rocka, hard rocka i heavy metalu. 

## Lista utworów
Źródło:.
1. „Grzech wiara lęk” – 4:51
2. „Twój morderca” – 4:20
3. „Barry Warry” – 3:21
4. „Doctor” – 4:19
5. „Wciąż od nowa” – 3:26
6. „Popłoch” – 4:38
7. „Mało, mało” – 3:39
8. „G-6” – 3:40
9. „Baise Toi” – 3:57
10. „Witam Panie” – 3:58
11. „Kocie kocham Cię” – 3:01
12. „Noise bREKINg” – 1:23

## Twórcy
Źródło:.
- Piotr Chancewicz – gitara
- Maciej Januszko – śpiew
- Tomasz Solnica – gitara basowa
- Paweł Jurkowski – perkusja

Gościnnie
- Wojciech Hoffmann – gitara
- Wiesław Iwasyszyn – beatbox
- Tomasz Kasprzyk – gitara basowa
- Krzysztof Kowalewski – wokal
- Paula Kurdek – wokal
- Ricky Lion – śpiew
- Karim Martusewicz – kontrabas
- Andrzej Mazurek – śpiew
- Mateusz Mikowski – wokal
- Robert Millord vel Milewski – instrumenty klawiszowe
- Maciej Niedzielski – pianino Rhodes
- Andrzej Nowak – gitara
- Adam Otręba – gitara
- Przemysław Paczkowski – wokal
- Tomasz Pierzchalski – saksofon
- Marek Raduli – gitara
- Patryk Rogoziński – wiolonczela
- Łukasz Rychlicki – śpiew
- Piotr Solnica "Sool" – gitara
- Jerzy Styczyński – gitara
- Andrzej Szczygielski – wokal
- Piotr Zwoliński – śpiew

## Sprzedaż
| Lista | Kraj   | Pozycja |
| ----- | ------ | ------- |
| OLiS  | Polska | 42      |